# Singalissaspis tricolor
Singalissaspis tricolor là một loài tò vò trong họ Ichneumonidae.